# Eurodryas anglicana
Eurodryas anglicana är en fjärilsart som beskrevs av Hans Fruhstorfer 1917. Eurodryas anglicana ingår i släktet Eurodryas och familjen praktfjärilar. Inga underarter finns listade i Catalogue of Life.